# Eparchie biškecká
Eparchie biškecká je eparchie ruské pravoslavné církve nacházející se v Kyrgyzstánu.

## Území a titul biskupa
Zahrnuje správní hranice území Kyrgyzstánu.
Eparchiálnímu biskupovi náleží titul biskup biškecký a kyrgyzstánský.

## Historie
Křesťanství se na území Kyrgyzstánu dostalo již v prvních stoletích. Podle metropolity Vladimira (Ikima) byl apoštol Tomáš kdo přinesl evangelium na toto území.
Pravoslaví na území Kyrgyzstánu se začalo aktivně rozšiřovat se začátkem masového přesídlení ruských rolníků a kozáků. První byli sibiřští kozáci, kteří se usadili v severní části Sedmiříčí.
Dne 4. května 1871 byla z části území orenburské eparchie zřízena turkestánská eparchie se sídlem ve městě Věrnyj. Tato eparchie zahrnovala i území Kyrgyzstánu.
První pravoslavné farnosti se objevily v Kyrgyzstánu v 70. letech 19. století. Zpočátku byly vojenské, ale s příchodem migrantů ztratily pravoslavné farnosti svůj vojenský status a poté byly postaveny stálé chrámy. První chrám na tomto území byl postaven v obci Těploključenka.
V letech 1926-1929 existoval pišpecký vikariát taškentské eparchie.
Dne 27. července 2011 byla rozhodnutím Svatého synodu zřízena z části území taškentské eparchie samostatná biškecká eparchie. Stala se součástí nově vzniklého Středoasijského metropolitního okruhu.

## Seznam biskupů

### Pišpecký a semirečenský vikariát turkestánské eparchie
- 1926–1929 Melchisedek (Averčenko)

### Biškecká eparchie
- 2011–2011 Vikentij (Morar) dočasný správce
- 2011–2014 Teodosie (Gaju)
- 2014–2022 Daniil (Kuzněcov)
- od 2022 Savvatij (Zagrebelnyj)